# Katharina Ennöckl
Katharina Ennöckl (née le 10 octobre 1790 à Vienne, morte le 21 juin 1869 au château d'Alterlaa, à Atzgersdorf) est une actrice autrichienne.

## Biographie
Ennöckl, la fille d'un fonctionnaire, fait ses débuts le 22 mars 1804 avec le rôle de Pauline dans Geteilte Herzen de Kotzebue au théâtre de Leopoldstadt de Vienne. En 1808, elle devient lectrice pour Aloys von Kaunitz-Rietberg et ne reprend sa carrière qu'en 1813 avec des soirées invitées au Theater an der Wien. À partir de 1814, elle travaille à nouveau au théâtre de Leopoldstadt.
Adolf Bäuerle, pour qui elle est sa maîtresse, écrit quelques pièces à succès pour elle et son partenaire en tant qu'acteur Ferdinand Raimund. Cependant, elle a pour concurrente Therese Krones, face à qui elle perd, car Raimund, également dramaturge, écrit certains de ses plus beaux rôles pour Krones.
L'épouse d'Adolf Bäuerle meurt en 1828, ils se marient le 3 mai 1829. Après que Rudolf Steinkeller reprend la direction du théâtre de Leopoldstadt, il licencie Katharina Ennöckl en 1829 sans autre explication. Elle se retire ensuite dans la vie privée.
Elle connaît un succès extraordinaire tant dans la comédie fine que dans les bouffonneries. Elle est considérée comme l'une des actrices les plus populaires et les plus excellentes du théâtre de Leopoldstadt et c'est surtout sa polyvalence qui est saluée, elle remporte le titre honorifique "Perle du Leopoldstadt".

## Source de la traduction
- (de) Cet article est partiellement ou en totalité issu de l’article de Wikipédia en allemand intitulé « Katharina Ennöckl » (voir la liste des auteurs).